# J. Alexander
J. Alexander, tên khai sinh là Alexander Jenkins, biệt danh Miss J, là một huấn luyện viên sàn diễn trứ danh, đã từng đào tạo ra hàng lớp siêu mẫu nổi tiếng như: Naomi Campbell, Kimora Lee Simmons.. và cũng là gương mặt quen thuộc xuất hiện trên các sàn diễn thời trang, các chương trình truyền hình. J. Alexander đang đảm nhiệm vai trò giám khảo chính và giảng dạy cho các thí sinh trong chương trình truyền hình thực tế hàng đầu về đào tạo người mẫu như America's Next Top Model. Miss J được thế giới thời trang công nhận tài năng cũng như khả năng đào tạo và làm người mẫu. 
J. Alexander hiện tại đang sống ở Paris, Pháp.

## Thuở nhỏ
J. Alexander sinh ra ở South Bronx, New York là con trai của Julius và Mary Jenkins; mẹ là người đầu tiên dẫn dắt ông vào con đường thời trang.
Đến tuổi thiếu niên Miss J tình cờ gặp được giám đốc của công ty quản lý người mẫu Elite Model Management, Monique Pillard. Bà Pillard đã có ấn tượng từ cái nhìn đầu tiên và quyết định mời Miss J gia nhập công ty, tham gia vào sô trình diễn thời trang của Jean Paul Gaultier, tại New York.
J. Alexander và Tyra Banks biết nhau và bắt đầu chơi thân từ năm anh 16. Trước đó, Miss J và Tyra đã diễn chung một sàn diễn nọ, tận tình chỉ dạy Tyra các kiểu bước đi trên sân khấu. Từ đấy, Tyra đặt cho J. biệt danh Nữ hoàng sàn diễn.

## Nghề nghiệp
J. Alexander bắt đầu sự nghiệp huấn luyện người mẫu rất tình cờ; từ chỉ dẫn những bạn đồng nghiệp phía sau hậu đài, tài năng của J. đã được phát hiện. Từ năm 1991, ông bắt đầu đào tạo và tuyển lựa người mẫu. Ông đã nâng siêu mẫu Naomi Campbell và Kimora Lee lên một tầm cao mới, thành một trong những huyền thoại của làng thời trang.
Sau sai lầm trên sàn diễn Tokyo, J. quyết định về định cư ở Paris. Năm 1991, ông trở thành cộng tác viên tuyển chọn người mẫu của Hervé Léger, Bill Blass, Valentino Garavani, John Galliano, Chanel, Alexander McQueen và Nina Ricci.
J. Alexander đi khắp thế giới để vận động nhân đạo và tham gia và các chương trình thời trang.

### America's Next Top Model
Mỗi mùa thi ANTM, J. Alexander luôn xuất hiện với một vai trò khác nhau: Huấn luyện viên sàn diễn và Giám khảo...
Biệt danh "Miss J" có từ Mùa thi 1. Do thí sinh Robin Manning luôn nhầm lẫn giữa J. Alexander và Jay Manuel, trong một lần lỡ lời, cô đã gọi J. Alexander là "Miss J" vì ông ta luôn mặc váy loè loẹt, hay áo bó, giày cao gót. Ngay sau đó, cái tên "Mr. Jay" xuất hiện ăn theo, gán cho Jay Manuel; khi hai người cùng xuất hiện thì họ gọi là "Gia đình Jay", hoặc "Hai Jay".
Ngoài phiên bản gốc, J. cũng tham gia vào các phiên bản quốc tế khác như Canada's Next Top Model và Scandinavia's Next Top Model; xuất hiện trong một tập ở phiên bản Phần Lan - Suomen huippumalli haussa, chiếu 04 tháng 5 2008.

### Nhà thiết kế
J. Alexander có đam mê mãnh liệt với ngành thời trang, tự tay ông thiết kế từ bộ trang phục của chính mình trong chương trình America’s Next Top Model, ngoại trừ bộ đồ y tá, "Chính tôi đã tạo nên cái mũ và cái túi này." "Tất cả váy đầm bạn thấy tôi mặc trong các thử thách (của ANTM), từng đường kim - mũi chỉ đều do tôi làm, không hề đụng tới máy móc. Tôi đã thêu ren và mọi thứ."

## Trích dẫn
| “ | Đây là một nhân cách tốt trong một con người nổi tiếng, biết yêu sàn diễn, yêu cả bộ trang phục trên người, và yêu vẻ ngoài lộng lẫy cũng như yêu cảm xúc thăng hoa. Một chút tự tin cũng đóng vai trò rất quan trọng. Hiển nhiên, phải có chân đẹp. - Miss J thành công trên sàn diễn | ” |